# Brugherio
Brugherio – miasto i gmina we Włoszech, w regionie Lombardia, w prowincji Monza i Brianza.
Według danych na rok 2004 gminę zamieszkiwało 30 617 osób, 3061,7 os./km².
W mieście znajduje się główna siedziba CANDY - koncernu produkującego sprzęt AGD.

## Współpraca
- Le Puy-en-Velay, Francja
- Preszów, Słowacja